# Boystyle
Boystyle est un groupe féminin de J-pop créé en 2002, composé de quatre idoles japonaises. Il interprète notamment un des génériques d'ouverture de la série anime One Piece en 2004. En 2005, une des membres, Yukina Kawata, quitte le groupe qui continue en trio mais reste en fait inactif jusqu'à sa séparation officielle en 2007. Kawata retrouve alors une de ses ex-collègues, Kayoko Uehara, pour former un nouveau groupe, Mansaku, avec trois ex-membres des groupes J-pop féminin COLOR et Buzy. Les deux dernières membres, Asami Tano et Eri Murakawa, continuent une carrière d'actrice.

## Membres
- Eri Murakawa (村川 絵梨?, née le 4 octobre 1987)
- Asami Tano (田野 アサミ / 田野あさ美?, née le 12 février 1987)
- Kayoko Uehara (上原 香代子?, née le 30 mai 1987, future Mansaku)
- Yukina Kawata (川田 由起奈?, née le 1er janvier 1987, future Mansaku) - quitte en 2005

## Discographie

### Singles
- Boys be Stylish!  (2002.7.3)
- Hapiness (ハピネス)  (2002.9.26)  (Thème de la série anime Spiral: suiri no kizuna)
- 風になって 空になって  (2002.12.4)
- Empty World  (2003.2.26)
- Promise you  (2003.8.27)
- MIRAI  (2003.12.3)
- 花咲く丘へ  (2004.5.26)
- Kokoro no Chizu (ココロのちず)  (2004.11.17) (Thème d'ouverture de la série anime One Piece)

### Album
- '02 Summer〜'03 Spring Collection 音  (2003.3.26)

### DVD
- '02 Summer〜'03 Spring Collection 絵  (2003.3.26)

## Liens
- (ja) Site officiel de BOYSTYLE
- (ja) Site officiel d'Eri Murakawa
- (ja) Blog officiel d'Asami Tano
- (ja) Blog officiel de Kayoko Uehara